# Kunihiko Kodaira
Kunihiro Kodaira (小平 邦彦 Kodaira Kunihiko; Tokyo, 16 marzo 1915 – Kōfu, 26 luglio 1997) è stato un matematico giapponese, noto per i suoi contributi in geometria algebrica e nella teoria delle varietà complesse.

## Biografia
I suoi primi lavori riguardarono l'analisi funzionale. Durante la Seconda guerra mondiale lavorò in isolamento a Tokyo, preparando una tesi di dottorato sulla teoria di Hodge, presentata nel 1949. Studiò anche un po' di crittografia dal 1944.
Nel 1949 si spostò all'Institute for Advanced Study di Princeton, invitato da Hermann Weyl. Qui arricchì la teoria di Hodge con nuovi strumenti introdotti contemporaneamente da altri matematici nella teoria degli operatori e in geometria algebrica, come ad esempio i fasci.
Kodaira scrisse successivamente una lunga serie di articoli in collaborazione con D. C. Spencer, che misero le fondamenta alla teoria delle deformazioni delle varietà complesse, e quindi agli spazi di moduli. Questa teoria influenzò successivamente la teoria degli schemi di Grothendieck.
Nel 1960 Kodaira lavorò sulla superfici algebriche, sulle curve ellittiche, sulle superfici K3.
Kodaira lasciò Princeton nel 1961 e lavorò in altre due università statunitensi fino al suo ritorno in Giappone, nel 1967. Fu quindi professore all'Università di Tokyo.
Le sue ricerche gli valsero la Medaglia Fields nel 1954 e il Premio Wolf nel 1984/85.